# Jayezan
Jayezan (en persa: جايزان‎; también romanizado como Jāyezān, Jāīzān y Jāyzān) es una ciudad y capital del distrito de Jayezan, en el condado de Omidiyeh, provincia de Juzestán, Irán . En el censo de 2006, su población era de 1.953, en 460 familias.